# Sputnik 3
Sputnik 3 (ryska: Спутник-3) var en sovjetisk satellit som sköts upp den 15 maj 1958 från Bajkonur av en modifierad R-7 Semjorka. Det var en forskningssatellit för att undersöka den övre atmosfären och närrymden. På grund av ett hårdvarufel i sin bandspelare kunde satelliten inte hitta Van Allen-bältena.

### Fotnoter
1. ↑  ”NASA Space Science Data Coordinated Archive” (på engelska). NASA. https://nssdc.gsfc.nasa.gov/nmc/spacecraft/display.action?id=1958-004B. Läst 27 mars 2020.